# モノリス法律事務所
弁護士法人モノリス法律事務所（ものりすほうりつじむしょ）は、東京都千代田区に所在する法律事務所。

## 概要
2018年に弁護士河瀬季により設立された法律事務所。 
東証一部上場企業からシードステージのベンチャーまで、IT企業を中心に、約620社の顧問弁護士（役員,執行役員）を務め、また、インターネット上の誹謗中傷・風評被害対策やシステム開発に関連する紛争など、IT/インターネット関連の業務、上場企業による1億円以上の投資案件やベンチャーによるサイトM&Aなど、ベンチャー法務を中心として手がけ、計約1180社のクライアントに対してリーガルサービスを提供している。2021年、創業5年目の時点で、日本電産・三井住友海上の「IT顧問弁護士」となっている。
「ITとビジネスを理解している法律事務所」。
また、NHK土曜ドラマ「デジタル・タトゥー」の原案担当、株式会社 自由国民社より「デジタル・タトゥー─インターネット誹謗中傷・風評被害事件ファイル」（2017年1月31日）の出版（単著）、中居正広氏がMCを務めるフジテレビ系「土曜プレミアム」（2016年4月30日）の出演など、メディア・出版関連にも活動実績がある。

## 所在地
東京都千代田区大手町1-9-5 大手町フィナンシャルシティノースタワー21階